# Aviso Relation oder Zeitung

Titelblatt der Erstausgabe vom 15. Januar 1609

Aviso Relation oder Zeitung gilt als eine der ersten deutschsprachigen, regelmäßig (in ihrem Fall wöchentlich) erschienenen Zeitungen. Die erste Ausgabe erschien am 15. Januar 1609 in Wolfenbüttel.
Sie trug den Untertitel: Was sich begeben vnd zugetragen hat / in Deutsch: vnd Welschland / Spannien / Niederlandt / Engellandt / Franckreich / Vngern / Osterreich / Schweden / Polen / vnnd in allen Provintzen / in Ost: vnnd West-Indien etc.
Der Name Aviso bedeutet Brief, Ankündigung oder Nachricht. Herausgeber und Drucker war Julius Adolph von Söhne. Nach dessen Tode wurde die Zeitung bis mindestens 1627 von Elias Holwein weiter herausgegeben. Die letzte Ausgabe der Zeitung erschien wahrscheinlich am 15. Dezember 1632.
Sie gilt als die zweitälteste Zeitung der Welt, nach der 1605 erstmals herausgegebenen Relation aller Fürnemmen und gedenckwürdigen Historien aus Straßburg im Elsass. Die Inhalte stammten aus der politischen Korrespondenz von Herzog Friedrich Ulrich von Braunschweig-Wolfenbüttel, der damals noch in Wolfenbüttel residierte. Nachrichten kamen aus verschiedenen europäischen Städten, darunter Wien, Rom, Antwerpen und Köln, und waren entsprechend politisch-diplomatisch-militärischer Natur und für eine elitäre Leserschaft zusammengestellt. Die Position des Aviso war protestantisch.
In der Gottfried Wilhelm Leibniz Bibliothek in Hannover befindet sich eine vollständig erhaltene Ausgabe des ersten Jahrgangs von 1609.